# 美鯰
美鯰，是輻鰭魚綱鯰形目美鯰科的其中一種。

## 分布
本魚廣泛分布於南美洲的溪流、湖泊中。

## 特徵
本魚體色為淺灰褐色，具有重疊在一起的刺狀骨板，相當顯眼、特別。刺狀骨板在鰓蓋後分成兩排，形成人字形圖案。頭部亮而平，擁有棘靈活的眼睛，可單個活動。體長可達17公分。

## 生態
本魚可棲息在各種環境，如缺氧的水域、植物茂密的溪流或河水混濁的溪流，皆可發現其蹤跡。當遇到乾旱時期，溶氧減少時，能運用腸道呼吸。夜行性，捕食小魚，昆蟲與植物等為食。在繁殖期時，雄魚的腹面變橘色的，而且胸棘變得更長與更厚。 雄魚建立一個泡巢並有一些漂浮的植物,而雌魚則在泡巢上產卵，雌魚產卵後，由雄魚負責護卵。

## 經濟利用
在當地可做為食用魚，但大部分多做為觀賞魚。